# Парламентские выборы в Туркменистане (2008)
Парламентские выборы в Меджлис (Парламент Туркменистана) прошли 14 декабря 2008 года. В двух велаятах, Лебапском и Марыйском, были назначены повторные голосования на 28 декабря 2008 года и 8 февраля 2009 года соответственно. Число членов парламента было увеличено от 65 до 125 (в то время как Народный Совет был отменён) по конституционной реформе 26 сентября 2008 года. Это были первые выборы со времени обретения Туркменистаном независимости, в которых теоретически было разрешено принимать участие и другим партиям, кроме Демократической партии Туркменистана, согласно новой конституции, которая более не определяет Туркменистан как однопартийное государство. Однако никакие законные оппозиционные партии не были выдвинуты, и факт, что выборы имели место в одномандатных избирательных округах, значительно уменьшил шансы оппозиции получить представление в парламенте.
В выборах приняли участие 2 594 658 человек, что составляет 93,87% граждан, имеющих право голоса. Из 287 кандидатов были избраны 123 депутата парламента нового созыва.